# オールナイトウェザー
オールナイトウェザーは、1997年頃からRSK山陽放送が放送終了後に流すフィラー番組である。

## 概要
同局の1日の放送が終了し、エンディング後に一旦カラーバーまたは停波した後に、一枚画（夜景を描いたもの）と上部にタイトルテロップ「オールナイトウェザーAll Night Weather」が、下部に「この気象情報は、予告なしに中断・中止される場合があります」というお断りテロップが出た後に曲の再生がスタートし、映像は天気カメラの映像に切り替わる。かつては、エンディング後に一旦カラーバーになり、このカラーバーに「このあと、オールナイトウェザーをお届けします。」というテロップが表示された後に、天気カメラの映像を背景に上部に「オールナイトウェザーAll Night Weather」が、続いて下部に「この気象情報は、予告なしに中断・中止される場合があります」というお断りテロップが表示されていた（テロップ告知は割愛されることもあった）。
曲は最初にRSK山陽放送イメージソング『ラジオの気持ち』（作曲･歌:森山良子､作詞:松井五郎､編曲:島健）が流れた後、J-POP（まれに洋楽・歌謡曲・演歌）系の（日替わりでひとりの）アーティストのアルバムが流れ、その後は岡山･香川の詳しい天気と天気カメラ映像が交互に流れる。曲が途中であっても、放送開始時刻が迫ると「今日も1日RSKでお楽しみください」という一枚画が表示されていたが、現在ではオープニングの局名告知が行なわれる。
2007年3月22日から、気象情報映像がハイビジョン化されたのをうけ、同番組も3月23日放送分からハイビジョン製作となった。それ以前から、ホテルグランヴィア岡山屋上のお天気カメラはハイビジョン対応であったが、気象情報映像が4:3のSD映像だった為に、地上デジタル放送においてホテルグランヴィア岡山屋上のお天気カメラの映像は、番組開始直後の映像のみ16:9のHD映像で放送された後、1回目の気象情報以降は4:3のSD映像のアップコンバート映像で放送されていた。

## 放送時間
放送終了（局名告知）から放送開始（局名告知）までの間。日曜深夜はまれに停波する場合があるが、3時半から4時頃にかけて開始される。但し、年末年始編成などで終日放送となる場合は休止となる。

## 天気カメラ
- ホテルグランヴィア岡山屋上（通常はここからの映像が流れる）

岡山駅新幹線ホームと駅周辺が映し出されることが多い。
- 本社（RSKイノベイティブ・メディアセンター）コントロールタワー（2021年6月6日から使用）
- 新見市いぶきの里スキー場（冬季限定、特に12月～3月）
- 蒜山高原（ジャージー牛放牧地周辺の草原の定点撮影で昼間のみ）（初夏～夏季限定）

ブルーバックのスタジオでニュースを放送する時などに使用（昼のニュースで使用頻度高い）
- サンポート高松[2]